# Pferderennbahn Frauenfeld
Die Pferderennbahn Frauenfeld ist eine der bekanntesten Rennbahnen in der Schweiz. Sie liegt nördlich der Stadt Frauenfeld auf der Grossen Allmend. Das Gelände der Bahn gehört der schweizerischen Eidgenossenschaft und wird vom Rennverein Frauenfeld zur Benutzung gepachtet. Die Rennbahn ist eine 1'500 Meter lange Grasbahn (Rechtsbahn). Auf ihr werden Flach- und Trabrennen ausgetragen. Daneben gibt es eine rund 1'400 Meter lange Jagdbahn. Der Innenraum ist mit Hindernissen für Cross-Country-Rennen versehen, welche Rennen mit einer Distanz von 4'500 Metern ermöglichen.
Die Pferderennen wurden bis 1924 vom Kavallerieverein und vom Verkehrsverein Frauenfeld unter Fürung des Ittinger Gutsherrn Oberstleutnant Edmund Viktor Fehr (1883–1966) sowie Hans Schmid (1870–1932) organisiert. Ab 1925 erfolgte die Organisation durch den Rennverein Frauenfeld, der später auch die festen Bauten wie die Zuschauertribüne errichtete.

## Bedeutung und Renntage
Die Pferderennbahn Frauenfeld verfügt mit dem Frühjahrsmeeting, dem seit 1919 stattfindenden Pfingstrennen und dem Swiss Derby über drei schweizweit bekannte Pferderennen. Als eine der grösseren Rennbahnen der Schweiz geniesst der Rennplatz regionale Popularität und die Renntage locken oft mehrere tausend Besucher an. 2015 war Frauenfeld erstmals Austragungsort eines Rennens der Crystal Cup Serie. Der Rennverein ist Teil des PMU-Verbandes, daher kann auch aus dem Ausland, beispielsweise Frankreich, auf einige der Rennen in Frauenfeld gewettet werden. Ebenfalls in Frankreich, auf der Rennbahn Saint-Cloud, findet im März der sogenannte Prix de Frauenfeld statt, welcher die Bekanntheit der Rennen in Frauenfeld, insbesondere des Derbys, in Frankreich ausbauen soll.
Beim ersten Pfingstrennen am 9. Juni 1919 waren vier Springkonkurrenzen, vier Distanzrennen und ein Wettkampf für Kavalleriepferde geplant. Aufgrund der herrschenden Hafer-Rationierungen mussten die Organisatoren aber die Distanzrennen auf das Folgejahr verschieben.

## Drittnutzungen
Unter der Zweckgemeinschaft Pferdezentrum offerieren seit bald zehn Jahren die drei Platzvereine (Rennverein, Reitverein, Reitbahnverein) Drittbenutzern die Infrastruktur zur Miete, bekannt dafür ist beispielsweise das Openair Frauenfeld.